# Mortalité animale due aux véhicules

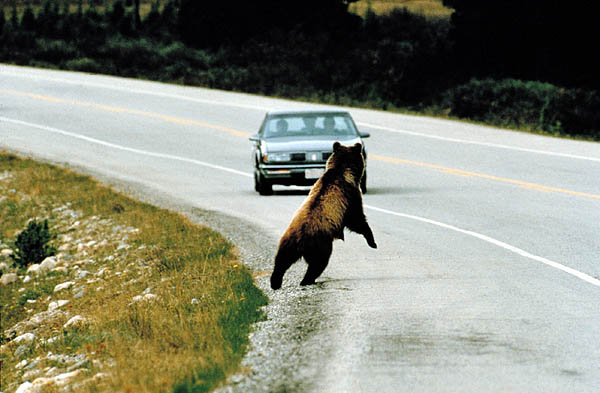
Les grands carnivores (loups, lynx et grizzly) ainsi que les animaux lents (ex : tortues et salamandres) sont particulièrement victimes de la mortalité routière.

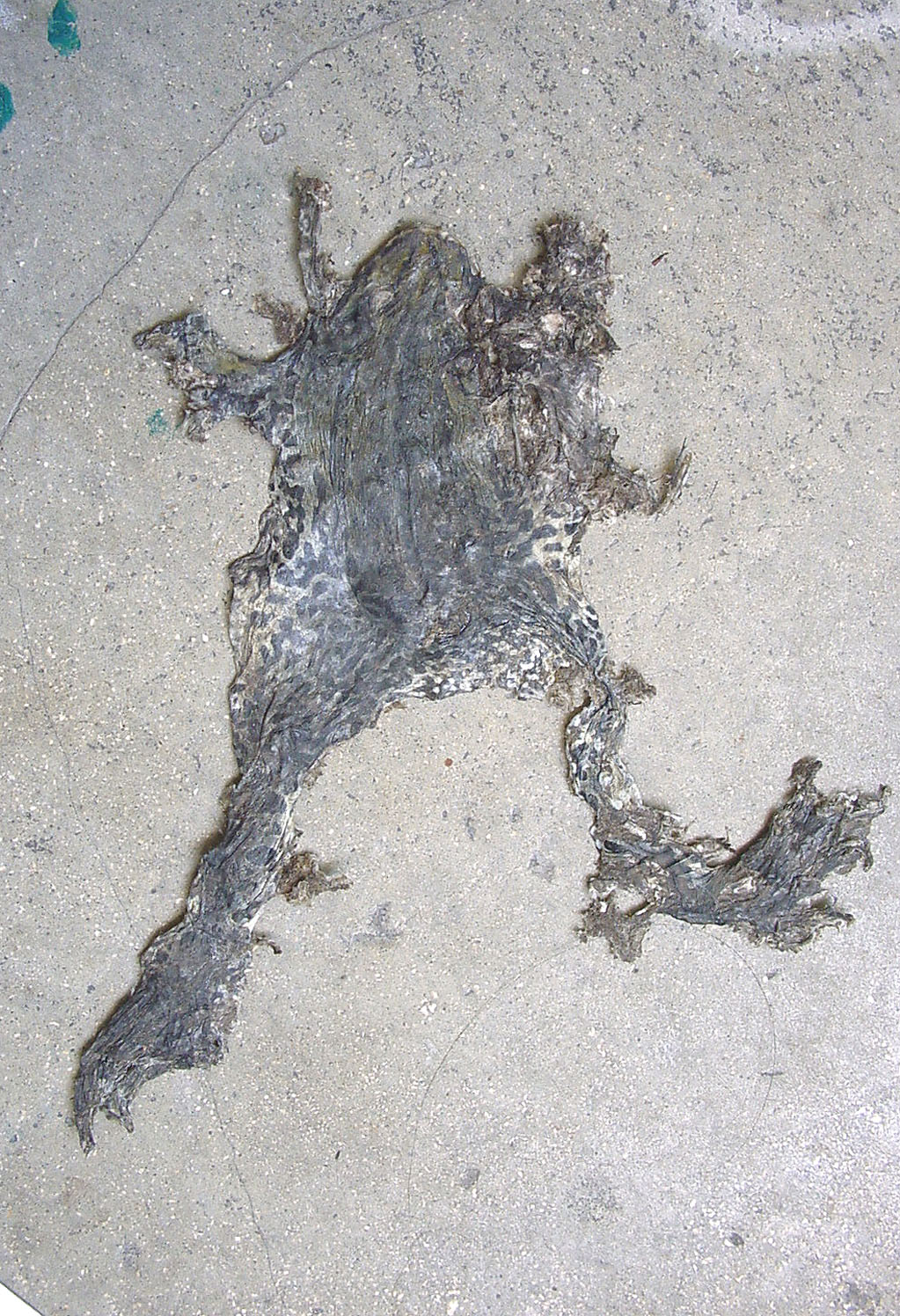
Les amphibiens comptent parmi les espèces les plus touchées par la mortalité routière (jusqu'à plus d'une centaine d'individus par nuit et par point de passage, là où leurs itinéraires de migration printanière entre les zones d'hivernage et les zones de ponte croisent nos voies de circulation). Les écoducs destinés à leur permettre de traverser à moindre risque sont dits batrachoducs ou crapauducs.

La mortalité animale sur les routes est la conséquence de collisions de la faune avec des véhicules. Elle concerne de nombreuses espèces : grands et petits mammifères, oiseaux, amphibiens, insectes, etc.

## Contexte
Les animaux sont souvent tués sur les routes pendant qu'ils s'alimentent ou se déplacent. C'est une menace importante pour la biodiversité.
En 1920, alors que les véhicules en circulation étaient moins nombreux et plus lents, Joseph Grinnell écrivait aux États-Unis : « Ce roadkill est une source relativement nouvelle de mortalité ; et si l'on devait estimer le kilométrage du total de ces routes dans l'État, le taux de mortalité doit s'élever à des centaines, voire des milliers de cas toutes les 24 heures. » La situation s'est depuis aggravée dans la plupart des régions du monde, en raison de l'augmentation conjointe de l'extension du réseau routier, du nombre de véhicules motorisés, de la vitesse moyenne des véhicules et du kilométrage parcouru par chaque conducteur.
C'est l'une des formes de fragmentation des habitats naturels par les réseaux de transport et l'une des principales causes du déclin de certaines espèces, carnivores y compris.
Chaque année en Europe, plus de 220 millions d'animaux sont tués sur les routes, ce qui provoque notamment des dizaines de millions d'euros de préjudice pour les propriétaires des véhicules accidentés.

## Impacts économiques et sur la sécurité routière
Les collisions accidentelles de véhicules avec la faune ont des conséquences sur la biodiversité, sur l’économie et sur la sécurité routière. Dans les pays pauvres, où les bovins, ovins et équidés, ainsi que de nombreux chiens et chats se déplacent le long de routes parfois très encombrées, nombre de ces animaux domestiques sont aussi blessés ou tués par des véhicules. Des accidents peuvent arriver à n’importe quel conducteur, même expérimenté et prudent. Au Canada, environ 1,6 % du total des collisions (cette proportion étant considérablement plus élevée sur certaines routes à trafic conséquent traversant des zones boisées, comme dans certains parcs et réserves naturelles). Le réseau routier rural a été amélioré depuis les années 1970, permettant de circuler avec une sécurité accrue mais parfois plus vite, ce qui accroît le risque de collisions avec les grands animaux. L’obstacle qu’ils représentent surgissant d’une façon imprévue, la vitesse moyenne plus élevée rend leur évitement difficile et le choc plus dommageable.

## Animaux impliqués

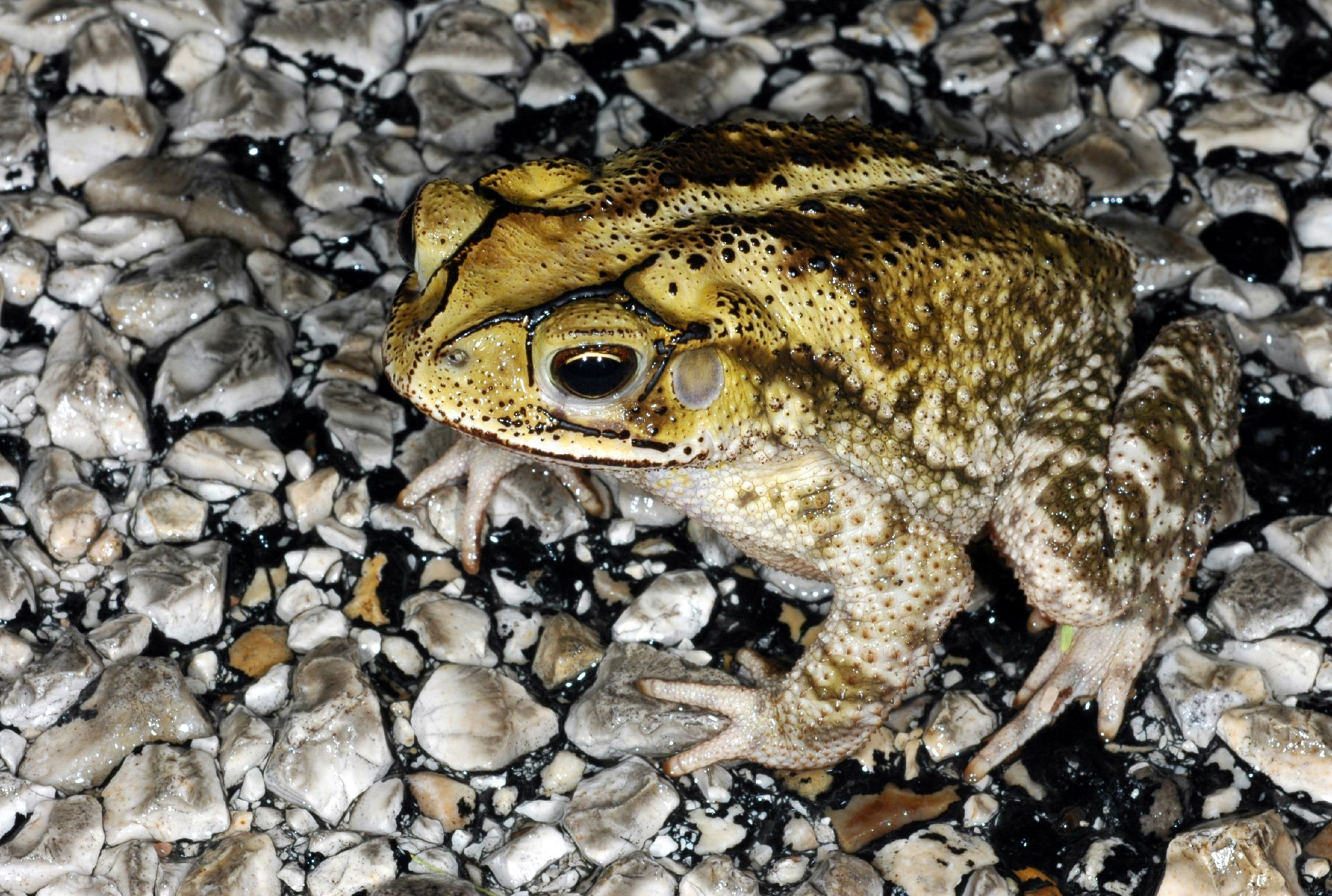
Les crapauds sont protégés de la plupart des prédateurs par la toxicité de leur mucus, aussi ne craignent-ils pas les espaces découverts, dont les routes, ni les voitures. Ils sont, de plus, desservis par leur lenteur. Sur leurs axes de migrations, les crapauds meurent par dizaines à centaines (ici Bufo valliceps, d'Amérique centrale).

La quasi-totalité des espèces animales est concernée par la mortalité routière, mais la typologie varie selon les régions. Les espèces les plus vulnérables sont les animaux :
- lents ou peu capables d’éviter les véhicules ;
- protégés (ou se croyant protégés) par :
  - des piquants (porcs-épics, hérissons),
  - une carapace (tatous, tortues terrestres[6],[7], sauriens),
  - la toxicité de leur organisme (crapauds, salamandres),
  - une capacité à injecter du venin ou à inspirer de la crainte à d'autres espèces (serpents)[8],[9] ;
- les grands herbivores, qui doivent pâturer sur de vastes étendues et qui, pour certaines espèces de zone tempérée, migraient autrefois du nord vers le sud chaque hiver (ex : rennes, élans) ; plus près des pôles, ces migrations saisonnières restent vitales pour ces espèces ;
- les grands et moyens carnivores (loups, ours, lynx, gloutons, pumas, ocelots, chat sauvage d'Europe, etc.) ont généralement de vastes territoires de chasse à parcourir, et ils doivent parfois migrer avec leurs proies ;
- les petits carnivores (renards, loutres, fouines, belettes, putois, etc.) qui prospectent de vastes territoires ;
- les animaux à vaste territoire dont l’habitat régresse fortement. Exemple :
  - la population relique d’ours des Pyrénées en France, confinée sur moins de 0,1 % de son ancien territoire ; ainsi Franska achetée en Slovénie a été tuée sur la RN21, alors qu'elle pesait 120 kilogrammes, le jeudi 9 août 2007, un an après son introduction dans les Pyrénées[10]. Cet accident a eu lieu avec un véhicule militaire, après que l'ourse a été percutée par un premier véhicule. Le véhicule militaire, une Renault Kangoo, ayant tué Franska était conduit par un sous-officier du 1er régiment de hussards parachutistes, entre 6 heures et 6 heures 30, à 5 km au sud de Lourdes sur la commune de Viger. Cet accident a eu lieu en pleine polémique entre les habitants de la région et les défenseurs de la réintroduction d'ours en France, quant au comportement particulier de l'ourse qui tendait à descendre dans les plaines et à s'attaquer à des moutons d'élevage (« ours à problèmes »)[11],[12]. En Slovénie vingt ours sont percutés chaque année sur des routes comme en France les sangliers et les cervidés[13].

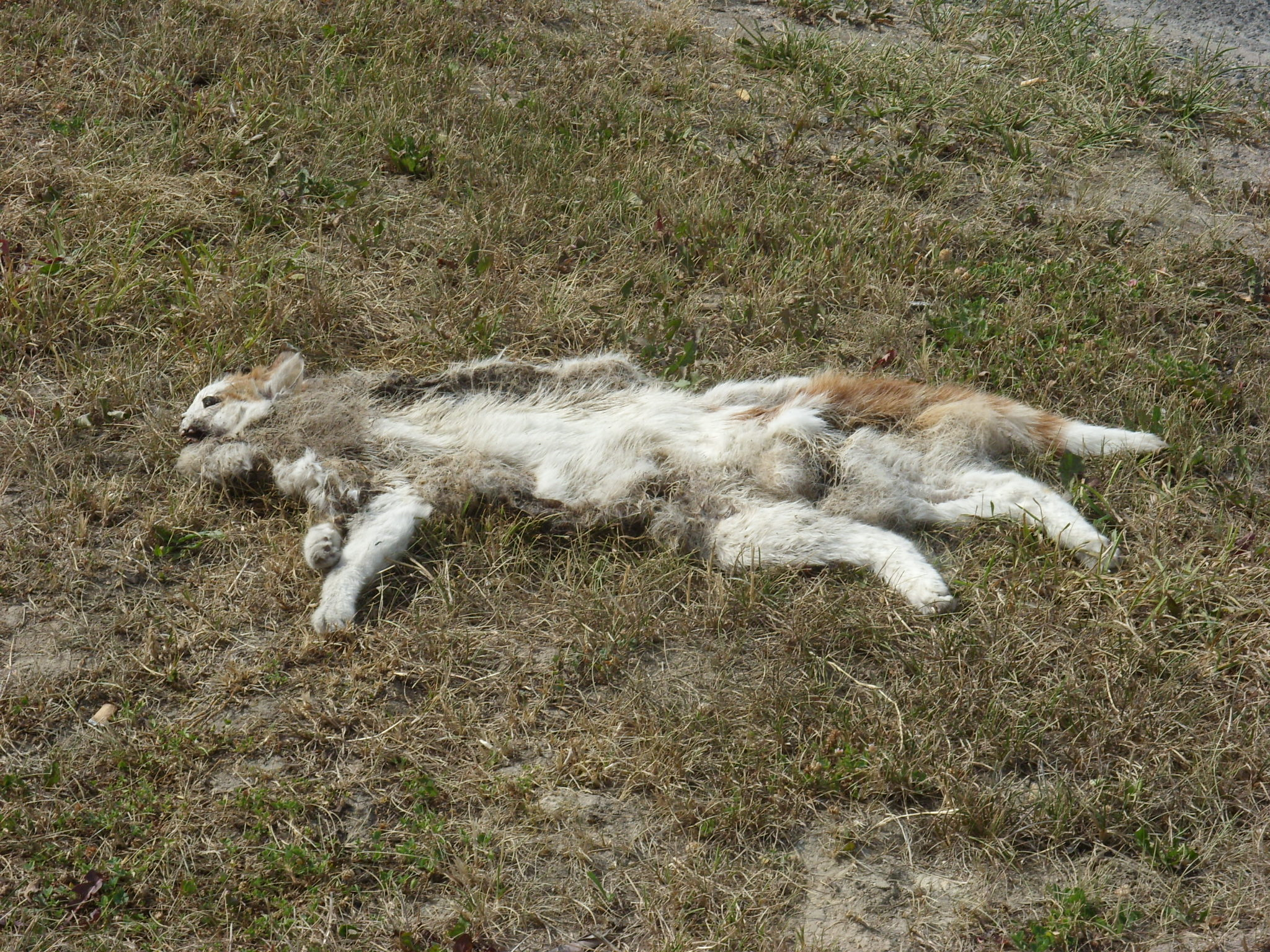
Les chiens ou, ici, les chats, sont de fréquentes victimes aux abords des zones habitées.

- le grizzly confiné sur moins de 2 % de son territoire aux États-Unis ;
- et tous les animaux qui doivent traverser beaucoup de routes, en particulier ceux qui longent les cours d'eau.

Des animaux semi-domestiques sont également régulièrement écrasés ou blessés (dont chats et chiens).

### Collisions avec les insectes

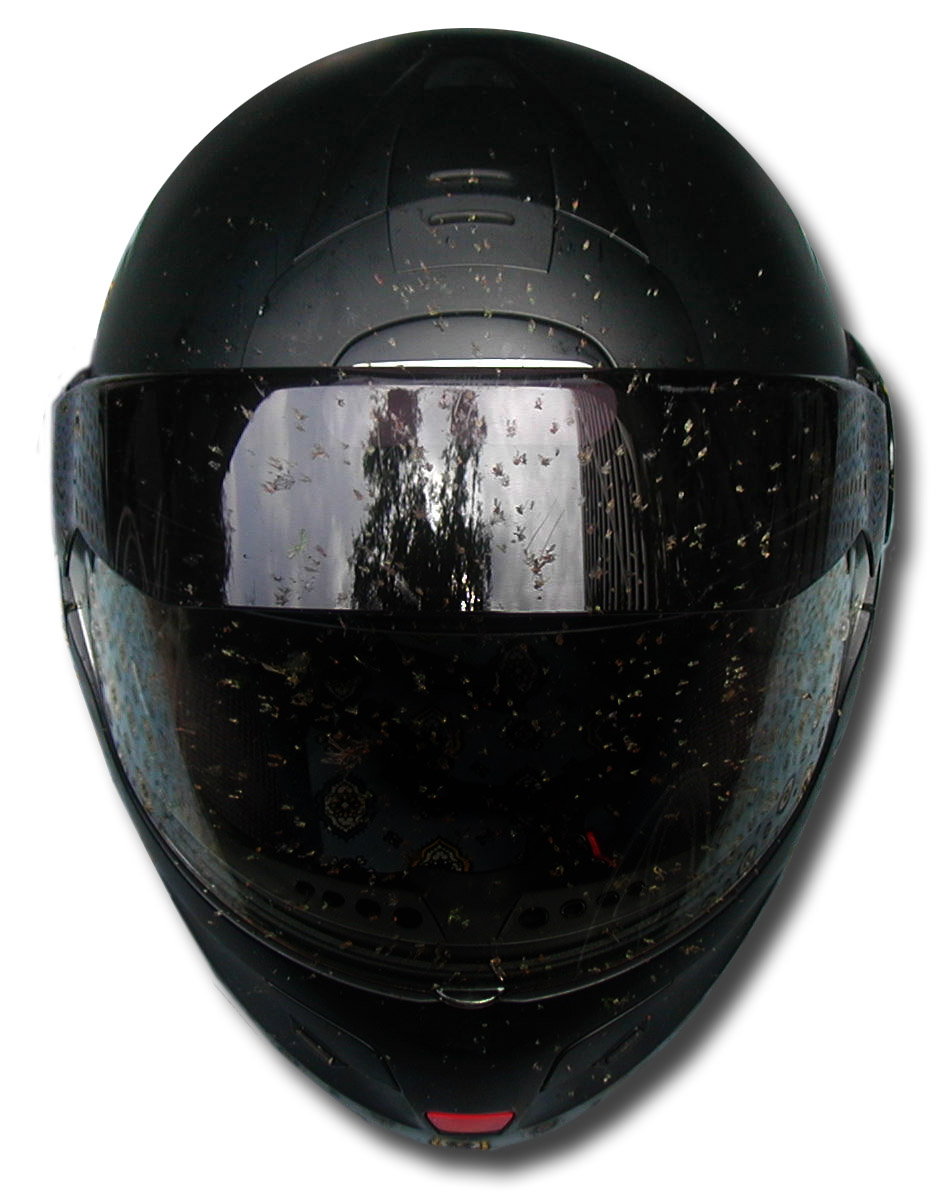
Un casque de moto constellé d'insectes, après un trajet fait à l'été 2008.

Il n’existe que très peu d’informations sur la mortalité des insectes due aux chocs avec les automobiles ou les blessures que les turbulences des véhicules rapides peuvent induire sur ces espèces.
Les insectes morts ou agonisants les plus facilement retrouvés sur les bords de route sont les papillons et, dans les zones humides, les libellules, car ils sont de plus grande taille, colorés et facilement visibles. Ils sont aussi plus « lourds » (ce qui les fait retomber sur la chaussée ou le bas-côté), mais un nombre bien plus grand de petits insectes restent collés aux véhicules ou sont emportés par le vent et les turbulences sur les bas-côtés.

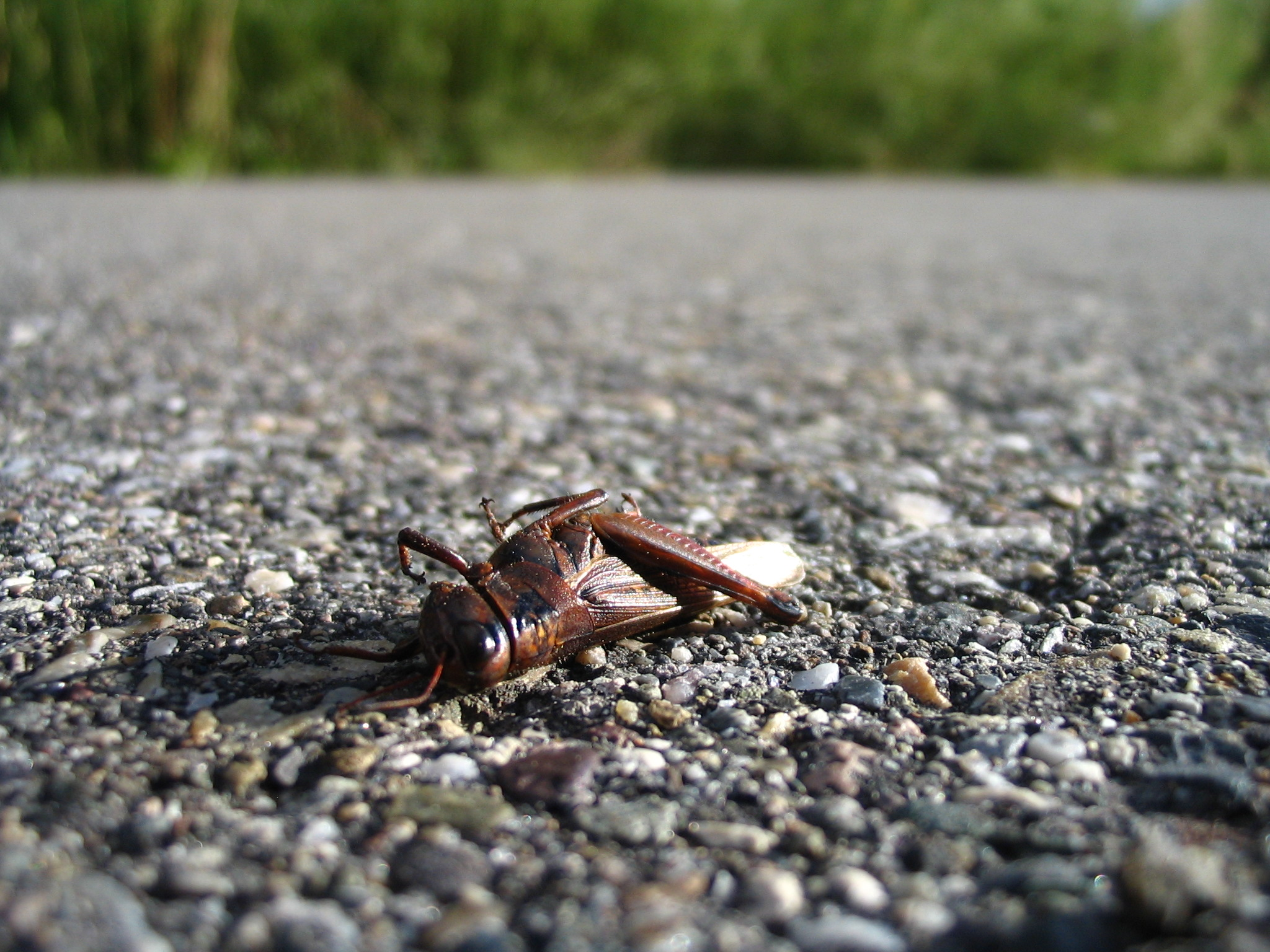
De nombreux insectes meurent aussi non pas du choc, mais de la violence de l'effet de souffle, ailes ou tendons désarticulés.

En France, une évaluation réalisée à partir de comptages faits dans la région de Fontainebleau en 1990 a donné les résultats suivants : 60 billions (60 × 1012) d'insectes meurent dans un choc contre un véhicule chaque année en France et il y aurait plus de 100 tonnes de cadavres d'insectes (plus gros que ceux qui restent collés sur les véhicules) le long de nos routes.
On ne sait pas quelle est la part de ces insectes par rapport à la masse totale d'insectes qui circulent sur et au-dessus des routes (soit sur 1,2 % du territoire environ), ni quel est l'impact sur l'écologie des populations de ces insectes et de celles qui dépendent de ceux-ci pour leur survie…
Jean-Pierre Chambon, auteur de cette étude, a aussi montré qu'en été, la période de la journée au cours de laquelle les insectes sont les plus vulnérables se situe dans la tranche horaire 13-18 h. Il en est également ressorti que la mortalité est plus élevée en zone boisée qu’en zone cultivée ou urbaine.
Cette étude n’a pas été mise à jour depuis 1990. Or le nombre de routes et le flux de véhicules ont fortement augmenté depuis cette date. Beaucoup de populations d’insectes, papillons diurnes notamment, ont fortement régressé. En théorie, les études d’impacts devraient mieux étudier ces questions, y compris pour des trains de type TGV ; pour produire des mesures compensatoires et pour mieux tenir compte de la diversité des situations (environnement biogéographique, nature et couleur des routes, nature des accotements et leur gestion, nombre, vitesse et type de véhicules, etc.), mais ce problème a été peu traité.
Les données de 1990/1991 ont permis les évaluations suivantes :
compte tenu de l’évolution du réseau routier et du parc automobile :
- plus de 66 000 milliards d’insectes peuvent être tués chaque année par collision directe avec les voitures en France,
- à ce chiffre il faut ajouter environ 40 tonnes par an d’insectes tués et projetés sur les bas-côtés,
- ce chiffre, compte tenu de la disparition et du renouvellement des cadavres, peut être multiplié par quatre ou cinq pour l’année ce qui représente 120 à 200 t/an de matière animale déposée.

Jean-Pierre Chambon rappelle qu’on ne sait pas ce que ces chiffres représentent par rapport au nombre et à la masse des insectes vivants et que la surface des routes où s’opère cette destruction (6 500 km2) ne représente qu’environ 1,2 % de l’ensemble du territoire français (550 000 km2), inscrits dans 8 % du territoire artificialisé ou urbanisé.

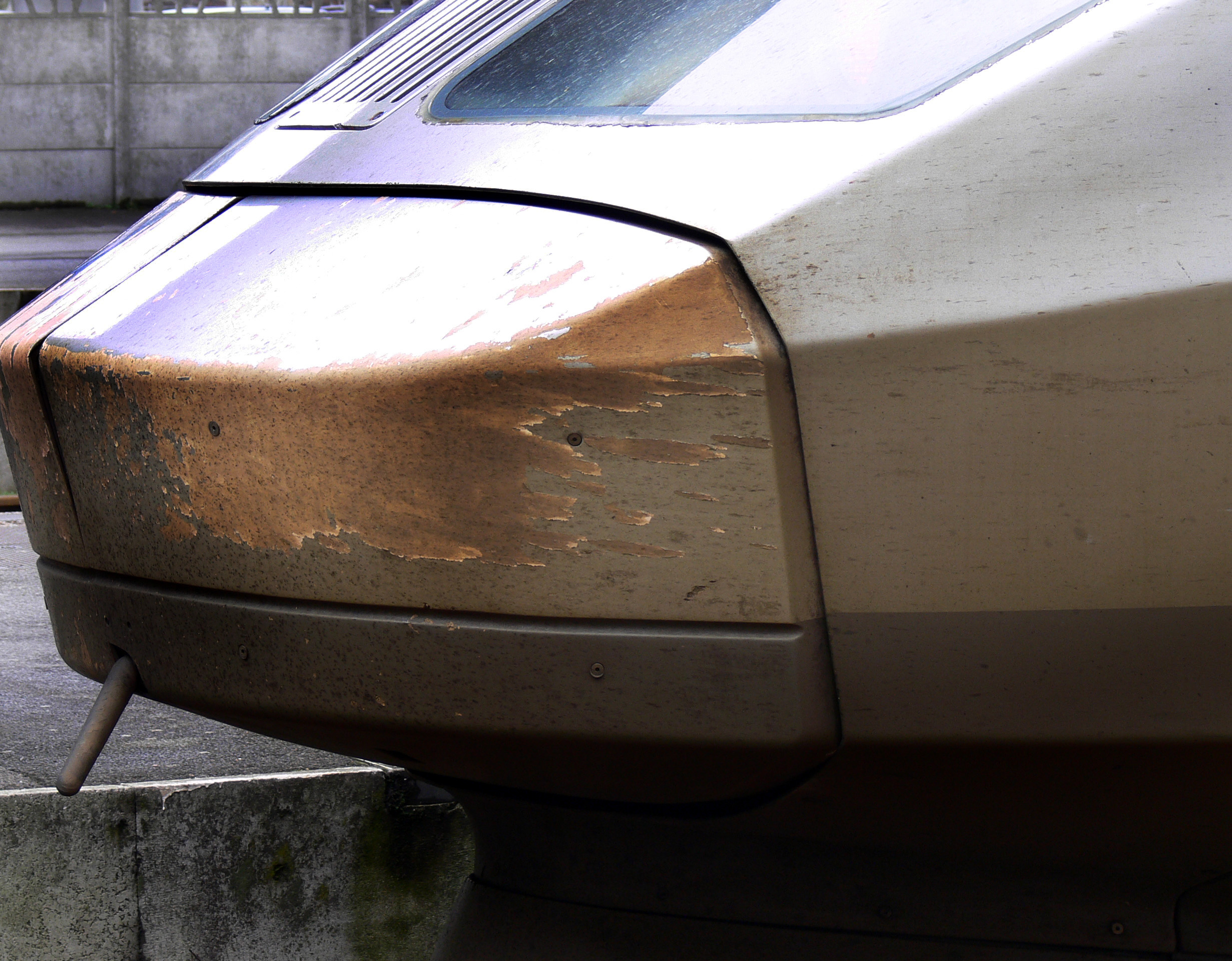
Bien qu'il ne s'agisse stricto sensu de mortalité routière, les trains peuvent tuer des insectes et autres animaux qui tentent de traverser les voies.

La mortalité varie selon le trafic, l'heure du jour ou de la nuit, la densité des populations d’insectes (et donc le contexte agro-écologique, l'altitude, les microclimats, etc.), le niveau d’activité des insectes (variant selon la saison, le climat, le lieu, la pollution lumineuse, la lune), et l’état physiologique des insectes. On a montré dans certaines zones un nombre fortement accru de libellules et papillons tués le dimanche, en raison d’un afflux supplémentaire de visiteurs sur les routes traversant ou bordant les milieux naturels.
Entre 1989 et 2013, la quantité d’insectes tués par les véhicules routiers a diminué de 80 % en Allemagne, à la suite de la diminution globale du nombre d’insecte due à l’usage de pesticides. Les oiseaux qui s'en nourrissent ont ainsi perdu les quatre cinquièmes de leur alimentation. La cause de cette chute est incertaine, les néonicotinoïdes n'en expliquant qu'une part.

### Collision avec les amphibiens

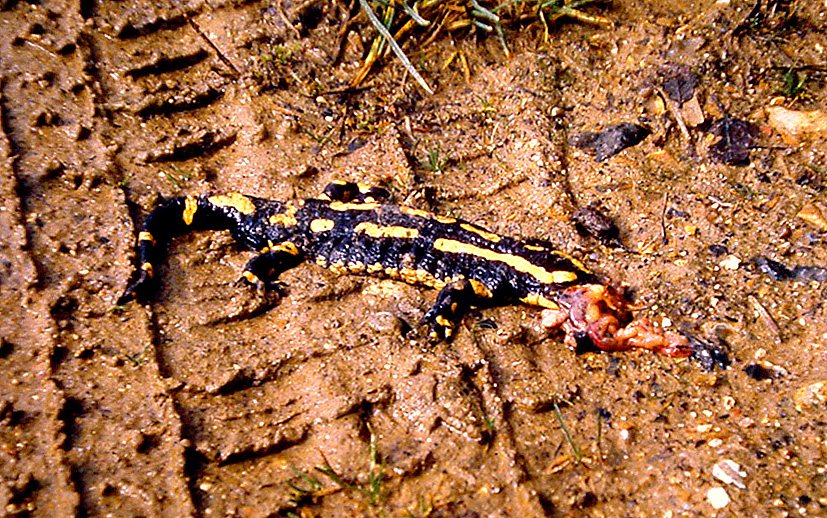
Les salamandres sont protégées de leurs prédateurs par des glandes à toxines et des couleurs d'alerte (jaune et noir, comme chez les abeilles et guêpes)… qui ne leur sont d'aucune utilité face aux véhicules.

Lors des migrations annuelles vers le lieu de reproduction, les crapauds, grenouilles et tritons subissent de véritables hécatombes, avec parfois des milliers de cadavres sur quelques centaines de mètres de routes. On a expérimentalement montré par ailleurs que la plupart des amphibiens sont par ailleurs attirés par les lampadaires (souvent en bord de routes). De nombreux crapauds utilisent des zones dégagées pour leurs migrations vers l'eau. En Australie un crapaud (Bufo marinus) utilise même volontiers la route elle-même comme « corridor de dispersion ».
Après la sortie de l’eau (parfois forcée par la sécheresse), les mortalités sont plus discrètes. Les jeunes amphibiens sont alors très vulnérables (90 % vont rapidement mourir). Ceux-ci meurent déshydratés en quelques minutes sur le bitume ou sur le béton sec.

### Collision avec les oiseaux

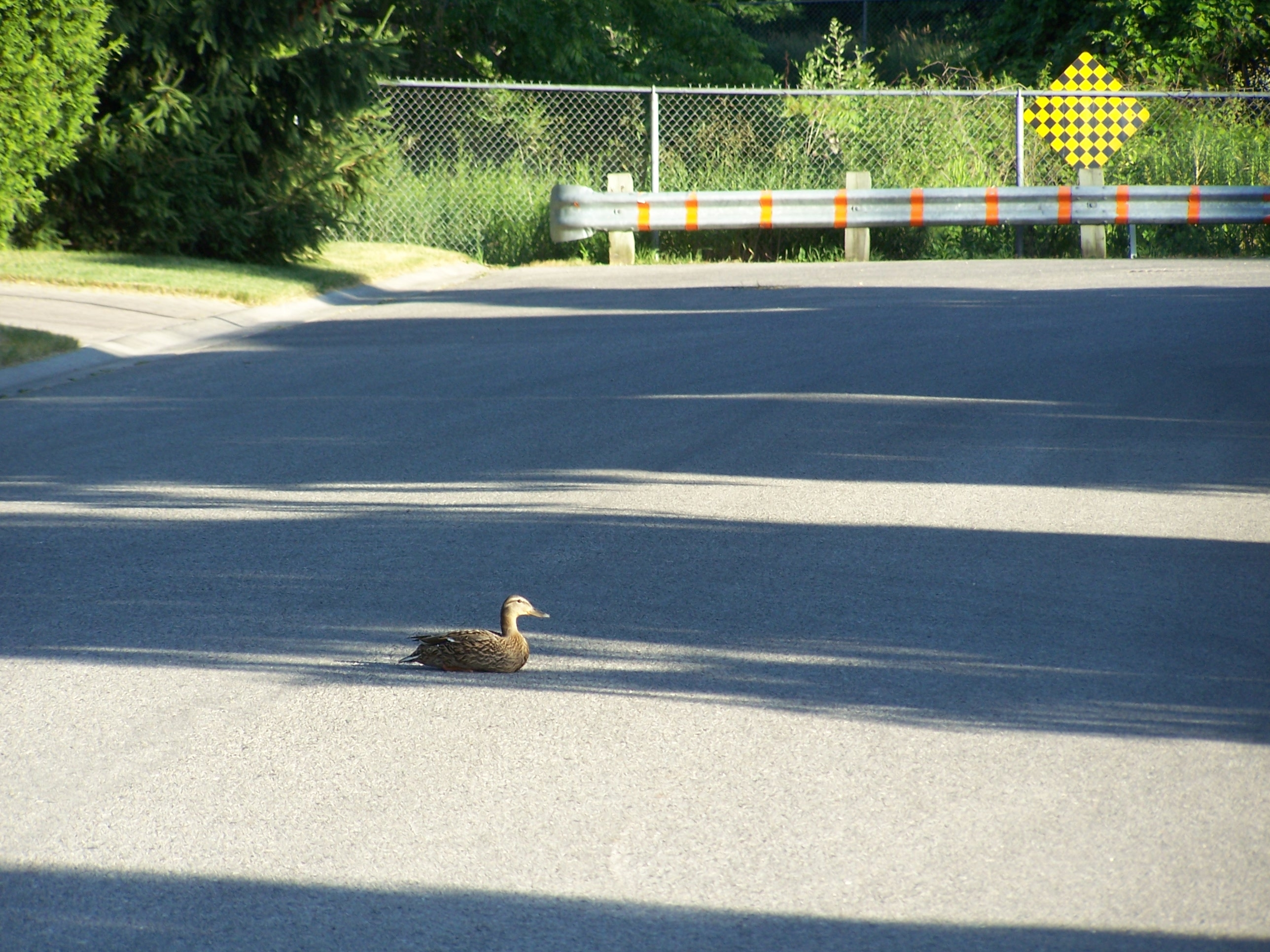
Certains oiseaux peuvent avoir une fausse impression de sécurité sur de larges espaces dégagés.

Toutes les espèces d’oiseaux sont concernées, mais en particulier les espèces migratrices et celles dont le terrain de chasse se trouve à proximité de routes ou de terrains d'aviation.
Les oiseaux qui sont nés près d’une route semblent mieux en « apprendre » les dangers et les oiseaux chanteurs tendent à s'éloigner des routes bruyantes.
Les rapaces nocturnes, lorsqu'ils sont éblouis par les phares ou luminaires alors qu'ils chassent de nuit, semblent le moins bien éviter les véhicules. Ainsi observe-t-on une forte surmortalité des rapaces nocturnes (chouettes, hiboux) le long des routes à proximité de leurs habitats. Ils sont bien plus nombreux à mourir de collisions que les rapaces diurnes, alors que les véhicules sont bien plus rares sur les routes la nuit.
Ce phénomène s'ajoute aux collisions d'oiseaux sur les vitres et superstructures, de jour, mais surtout de nuit, en raison de phénomènes généralement regroupés sous l'expression « pollution lumineuse ». Cette mortalité est favorisée par l'environnement et le type d’urbanisation (taille des bâtiments, proportion de surface de parois vitrées par bâtiment, densité d’urbanisation, dispositions des infrastructures par rapport aux axes principaux de déplacement et aux courbes de niveau …). Aux États-Unis, les causes majeures de mortalité aviaire d'origine anthropique sont les collisions contre les bâtiments et les baies vitrées (mortalité aviaire annuelle estimée à 550 millions d'individus), l'électrocution contre les lignes électriques (130 millions d'individus), la prédation des chats domestiques (100 millions d'individus), les collisions routières (80 millions d'individus), les pesticides (67 millions d'individus), les éoliennes, la chasse, les interventions mécaniques lors des travaux de récolte…
Les rapaces diurnes sont également parfois victimes de collisions, après avoir été attirés par des rongeurs blessés ou morts sur ou près de la route dont les bas-côtés sont souvent des espaces dégagés qu'ils apprécient pour chasser de petits mammifères.

### Collision avec les mammifères

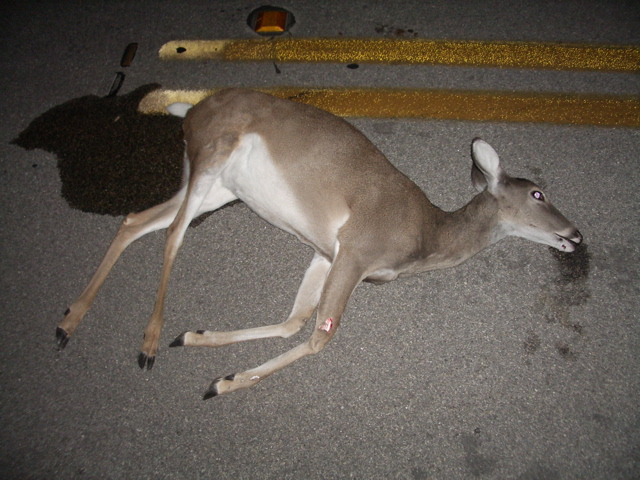
Cervidés et sangliers comptent parmi les victimes les plus fréquentes de collisions routières.

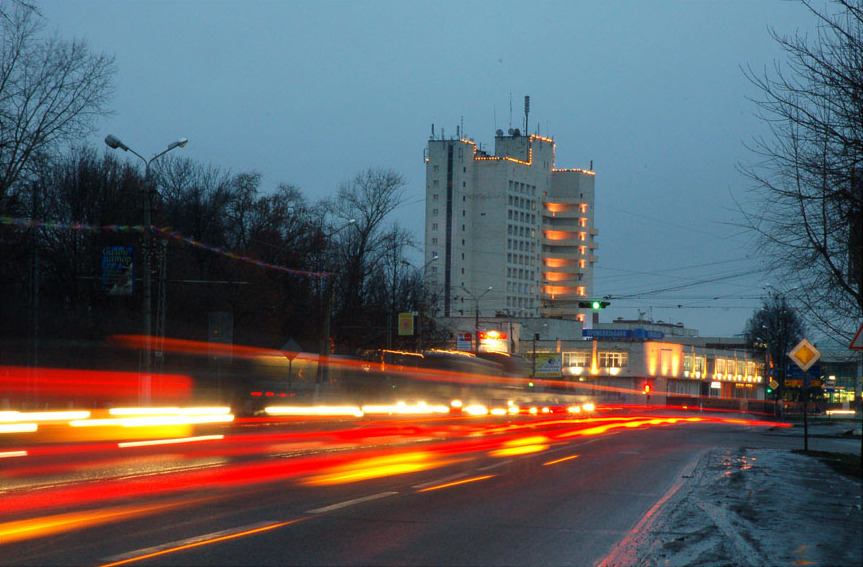
À l'aube et au coucher du Soleil, le risque de collision avec les mammifères semble plus élevé.

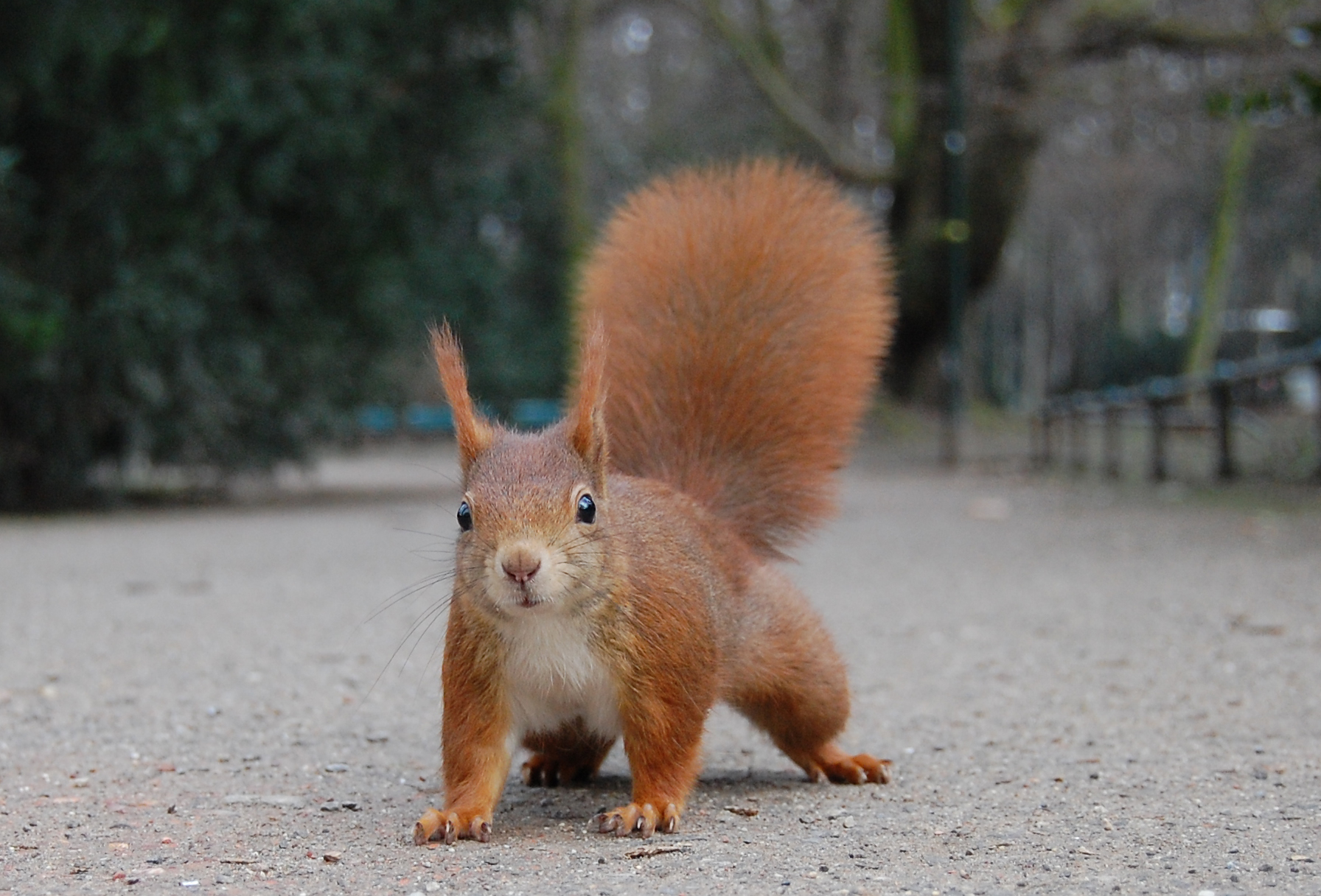
La mortalité routière était l'une des premières causes de mortalité des écureuils roux dans l'Île de Wight. Des ponts suspendus entre les arbres, au-dessus des routes, ont été testés, avec efficacité semble-t-il.

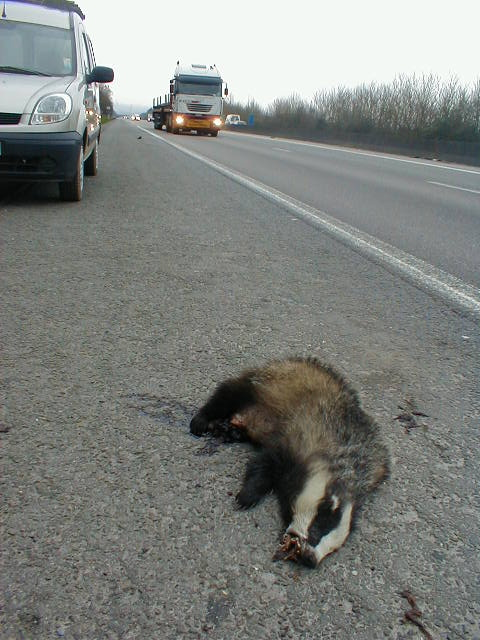
La collision avec un véhicule est l'une des premières cause de mortalité du blaireau européen en Europe de l'Ouest.

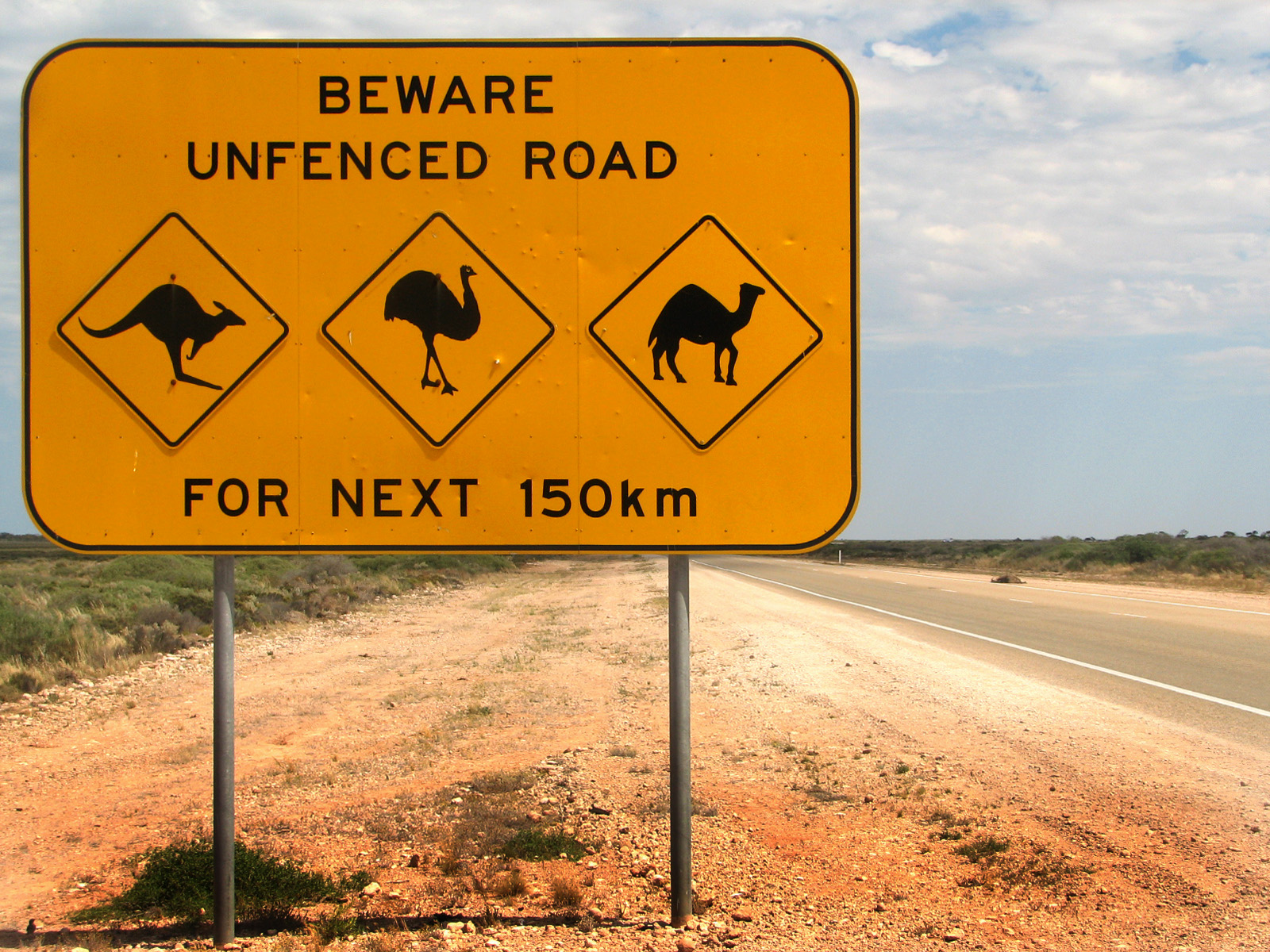
En l'absence d'écoducs, une première mesure est d'apposer des panneaux alertant les conducteurs (ici, en Australie, du risque de collision avec de grands animaux, dont avec des dromadaires, espèce introduite qui s'est rapidement reproduite en l'absence de prédateurs locaux).

On manque de données chiffrées pour les petits mammifères (hormis quelques études très ponctuelles et/ou portant sur les hérissons, les loutres ou les écureuils), mais de nombreuses données existent concernant les espèces dites « grands gibiers » ou quelques espèces suivies par colliers émetteurs (ours, loutres, lynx). Elles sont à l’origine de la création des premiers passages à faune (écoducs).
Dans les pays où les plans et quotas de chasse ainsi que l'agrainage ont permis aux populations de sangliers et ongulés de fortement croître depuis les années 1970, et alors que le nombre de véhicules augmentait fortement, la croissance du nombre de collisions entre véhicules et ces animaux est très nette. C'est notamment le cas en France, où selon l'ONCFS, le sanglier, puis le cerf et le chevreuil représentent 99 % du total des grands animaux heurtés par des véhicules (les autres espèces ne concernant qu'environ 1 % des collisions) :
- le nombre annuel des collisions estimées est passé de 3700 en 1997 à 23500 en 2007 (multiplié par 6,3 en 20 ans),
- le coût de ces accidents (sans parler des « coûts humains ») a été évalué à 115-180 millions d'euros, soit trois à cinq fois le total des indemnisations agricoles liées aux dégâts du gibier,
- grâce aux panneaux de signalisation et aux progrès en matière de sécurité (ceinture obligatoire, pare-chocs plus performants, freins avec ABS, airbags, etc.), des dégâts corporels ne sont en France provoqués que dans 2 % des collisions, et celles-ci sont une faible part des causes directes d'accident de la route, mais ils constituent 30 % du coût économique évalué des accidents. Les corridors écologiques canalisant mieux ces animaux vers des écoducs devraient réduire ces risques, mais ils sont encore peu nombreux.

#### Collision avec la grande faune
La collision, même à une vitesse raisonnable, avec un animal dont le poids peut dépasser 100 kg, ne peut qu’entraîner des dégâts matériels importants pour le véhicule et corporels graves pour ses occupants.
Les manœuvres d’évitement d’un animal qui traverse la route devant un véhicule peuvent également être à l’origine d’accidents. Mais en dehors des accidents graves, il existe un nombre important de collisions qui ne sont pas signalées pour diverses raisons dont la principale est la certitude de ne pas être dédommagé. On estime en effet que les collisions avec la grande faune ne sont signalées que dans 50 % des cas. Certains avancent même le chiffre de 25 %.
En France, la fréquence des accidents entre ces trois catégories se répartit comme suit : Chevreuils 50 %, Sangliers 45 %, Cerfs 5 %.
La gravité du choc dépend de la masse de l’animal, de la vitesse du véhicule, à laquelle il faut ajouter celle de l’animal s’il courait et arrivait de front. L'énergie cinétique croît en effet avec le carré de la vitesse. Une collision avec un orignal est parfois mortelle, même à vitesse réduite : l'animal, pouvant peser jusqu'à 700 kg, est haut sur pattes, ce qui fait que son corps va traverser le pare-brise et s'écraser sur les occupants du véhicule.
La probabilité de rencontre dépend de plusieurs paramètres, et tout d'abord des populations de gibier. Or, depuis la réalisation de cette enquête (1985), l'augmentation des populations de gibier a été forte (multipliées par quatre environ).
Mais cette probabilité de rencontre dépend également de la circulation automobile. Celle-ci a été multipliée par deux environ entre 1985 et 2001 (pour le trafic national). Ainsi la combinaison de ces deux facteurs conduit à une multiplication potentielle par huit du nombre des accidents.
En 1985, l’estimation du nombre des collisions était de 11 000. En 2001, on estime à 100 000 les collisions entre véhicules et grande faune, dont 45 000 pour les seuls sangliers. Ce chiffre intègre toutes les collisions avec ou sans dégâts corporels.
Grâce aux progrès techniques (véhicules équipés du système de freinage ABS, meilleure solidité, etc.), la plupart des accidents ne se traduisent que par de faibles dégâts et ne provoquent pas de morts ou de blessés humains.
Cependant, d’autres accidents sont simplement dus à une manœuvre d'évitement et ne sont pas toujours comptabilisés en collisions (il peut aussi s’agir d’oiseaux, de lièvres, lapins, chiens, chats, etc.). Cette estimation globale reste faible : 4 % environ des 2,3 millions d'accidents recensés par les compagnies d'assurance. Son impact est cependant perceptible dans l'opinion publique.

#### Collision avec les petits mammifères
Elles sont plus discrètes et peut-être plus rares avec les très petits mammifères qui semblent ne pas s'aventurer sur les routes. Certaines espèces (écureuil) y sont cependant vulnérables.

### Impact sur des espèces menacées
À titre d'exemple, en Tasmanie où il n'y a que 5,25 hab/km2, plus de 100 000 animaux par an sont écrasés sur les routes. Selon le Dr Alistair Hobday, un chercheur australien travaillant sur le sujet, 1,5 à 2 % des diables de Tasmanie (espèce en forte régression) meurt ainsi tous les ans, ce qui est une cause importante d’affaiblissement de leurs populations.
Les collisions chez les mammifères semi-aquatiques tels que la Loutre d'Europe ou le Vison d'Europe peuvent menacer la survie des populations : les ponts ne sont en général pas adaptés au franchissement de ces espèces qui sont contraintes de traverser de nombreuses routes.

## Causes
Le nombre d'accidents dépend d'abord de la richesse biologique du milieu et de la fréquentation des voies de circulation avoisinantes. Certains éléments peuvent modifier ces paramètres :
- la structure écopaysagère, principalement celle des lisières et des écotones ;
- la présence de corridors biologiques ;
- les activités saisonnières des animaux ;
- les battues, coupes rases, jachères, changement dans l'occupation des sols, etc.

Pour les mammifères, on a observé en Amérique du Nord deux pics de collisions : au printemps et en automne. Au printemps, ce pic peut-être attribué en partie aux déplacements accrus au moment des migrations. À l’automne, les déplacements des mammifères avant la période hivernale les exposent davantage aux collisions routières. Les activités de chasse peuvent aussi accroître les déplacements des animaux.
Les collisions varient aussi au long de la journée. Les animaux se déplaçant plutôt la nuit, le crépuscule et l’aurore peuvent correspondre à une intensification de la circulation routière et une visibilité réduite.
Diverses études[Lesquelles ?] ont montré qu'oiseaux et mammifères meurent plus nombreux sur les axes de trafic moyen. Néanmoins, si les animaux meurent moins par collision sur les grandes infrastructures, le caractère morcelant de ces routes menace plus des espèces entières que des individus.

## Coût de la mortalité animale sur les routes
Les coûts qu'engendre mortalité routière sont difficilement chiffrables puisque difficilement estimables. En effet, la plupart des collisions, même avec la grande faune ne sont pas signalées et les comptages d'animaux morts en bordure des routes ne peuvent pas prendre en compte les animaux morts mangés et ceux blessés qui sont allés se cacher pour mourir.
Pour les collisions avec les grands herbivores, l'impact physique est lié au poids de chaque espèce et à la fréquence des accidents. Cet aspect est un indicateur approximatif du coût des accidents. Les cerfs ont la masse la plus élevée (plus de 100 kg), devant les sangliers (60 kg). Les chevreuils arrivent loin derrière (20 kg).
Coût estimé : chevreuils 24 %, sangliers 64 %, cerfs 12 %.
Les sangliers, en raison de leur abondance, de leur compacité et de leur poids, conduisent de très loin aux dégâts les plus importants et les plus coûteux. Le véhicule est parfois complètement détruit. Si le propriétaire n'est pas assuré « tous risques », il subit un préjudice élevé.
Les dommages sont parfois corporels, entraînant même des pertes en vies humaines (200 automobilistes tués et des milliers de blessés chaque année en Floride). De plus, même lorsque les passagers ne sont pas blessés, le choc psychologique est important.
Les collisions entre les véhicules et la grande faune ont un coût pour la collectivité. En France, les chiffres de l'Office national interministériel de la Sécurité routière donnent globalement pour 2002 un coût unitaire moyen d’un accident de 12 000 euros sur lequel les assurances indemnisent à hauteur de 6 000 euros. Pour les collisions avec le grand gibier, la masse et la vitesse sont divisées par deux, l'énergie cinétique par huit. Le coût serait ainsi de 1 500 euros et l'indemnisation de 375 euros. En considérant que le coût moyen par accident est de 1 500 euros, on peut estimer le coût global à 150 millions d’euros, dont 96 millions pour les seuls sangliers.
Enfin, la mortalité routière a un coût incontestable pour la biodiversité. Le nombre d'animaux tués représente dans la plupart des cas une proportion non négligeable des populations. Le coût des passages à faune (écoducs) paraît alors justifié.

## Responsabilité et législation
Dans une collision qui implique un véhicule et un animal sauvage, l'animal est percuté par le véhicule, dans le mesure où le véhicule a généralement une vitesse nettement supérieure. Le conducteur — par défaut de maîtrise de son véhicule — est le responsable au sens légal de l'accident[Où ?] comme lors d'un accident avec des obstacles fixes[réf. nécessaire].
En France, en cas de collision avec un animal sauvage, l'article L.424-9 du Code de l'environnement précise :

« Le grand gibier tué accidentellement et en tout temps à la suite d'une collision avec un véhicule automobile peut être transporté, sous réserve que le conducteur en ait préalablement prévenu les services de la gendarmerie nationale ou de la police nationale. »

Si l'animal est blessé et immobilisé sur la route, les gendarmes ou la police feront appel à l'Office national de la chasse et de la faune sauvage (ONCFS) qui se rendra sur place.
Depuis 2003, l'indemnisation est effectuée soit par l'assureur, soit par le nouveau Fonds de garantie des assurances obligatoires de dommages (FGAO) si aucune assurance n’est susceptible d'intervenir (quand la responsabilité de personnes physiques ou morales ne peut être établie). La loi du 1er août 2003 permet désormais aux victimes de dommages corporels et/ou matériels, à ces conditions, d’être indemnisées par le FGAO.
Toutefois, si la collision s'est produite alors que l'animal était chassé (les accidents avec le grand gibier sont plus fréquents en période de chasse), ou si les animaux (sangliers agrainés en général) étaient en surdensité, il y a une possibilité de recours (avec partage de responsabilités) contre le propriétaire ou détenteur du droit de chasse du fonds si la victime est en mesure de prouver l'action de chasse ou la surdensité (à démontrer par une expertise).
S'il s'agissait d'un animal domestique ou propriété de quelqu'un (res propria) ayant franchi la clôture d’un enclos, la responsabilité du propriétaire ou gardien peut être engagée, y compris s'il s'agit d'un animal chassable (ex. : sangliers ou cervidés élevés en enclos ou parc zoologique),.
L'entretien normal du réseau routier comprend, quand une infrastructure routière traverse un corridor de déplacement de grands animaux et notamment aux abords de forêts, l'obligation (pour l'État, le conseil général ou le concessionnaire autoroutier) d'apposer des panneaux signalant le passage d'animaux sauvages (si celui-ci est connu). En France, les autoroutes gérées par des concessionnaires sont généralement clôturées pour limiter ce risque. En présence de grands animaux, au lieu du grillage habituel de 1,40 m de hauteur, il est nécessaire de poser les mêmes clôtures renforcées qu'autour d'un enclos cynégétique (2 m à 2,5 m de haut, avec retour en haut de clôture et fils tendus au ras du sol pour empêcher de grands animaux de prendre leur élan et de sauter au-dessus de la clôture). Ce grillage peut être encore renforcé en cas de présence d'animaux plus puissants (pour un parc zoologique par exemple).
L’ONCFS précise que « l’appropriation d’un animal sauvage est sanctionnée selon son statut — gibier ou protégé — et que la loi prévoit une amende... voire une peine d’emprisonnement en cas de délit. » En France, le fonds de garantie des assurances obligatoires de dommages ne prend plus en compte les dommages en cas de collision avec un grand gibier, aussi la loi autorise en contrepartie l'automobiliste à récupérer l'animal pour sa consommation personnelle à condition d'avoir prévenu la gendarmerie ou la police nationale de son désir de le transporter à son domicile.

## Alternatives
Ce problème n'a pas de solution universelle, et doit être géré au cas par cas. Plus la trame verte et bleue et les solutions techniques seront nombreuses, diversifiées et écologiquement pertinentes, plus la faune qui les empruntera pourra être diversifiée. La première chose à faire est d’éviter de construire des infrastructures de transport dans les forêts et autres réserves ou « cœurs de nature », et là où elles ne sont pas forcément utiles (penser à améliorer les infrastructures existantes et développer les alternatives aux routes avant d’en construire de nouvelles, par exemple). Les routes en tunnels et en tranchée couvertes construites sous les milieux naturels sont des solutions idéales, mais coûteuses. D'autres principes sont :
- restaurer et respecter les corridors biologiques. Pour tenter de diminuer les impacts de l'anthropisation de la planète et ceux de la fragmentation écologique du territoire, des scientifiques et experts ont proposé de mettre en place, de restaurer ou de maintenir un réseau de corridors biologiques assez dense pour (re)connecter les réserves naturelles et « taches de nature » entre elles ; c'est par exemple en France la trame verte et bleue, dans le cadre des lois Grenelle I et Grenelle II qui décline le projet de réseau écologique paneuropéen ;
- encourager la faune à circuler dans un réseau protégé de milieux naturels par des aménagements appropriés (mesures conservatoires et compensatoires)
  - les clôtures : La construction de barrières, comme des clôtures, est une des approches les plus courantes pour prévenir les collisions avec la faune. À condition d’être bien construites et entretenues régulièrement, les clôtures pour la grande faune permettent généralement de réduire le nombre d’accidents, notamment avec les grands herbivores. Faut-il encore que ces clôtures conduisent la faune vers des écoducs assez nombreux et efficients ;
  - les passages à faune : Utilisés avec des clôtures suffisamment hautes et bien entretenues, les passages à faune supérieurs ou inférieurs (par exemple, les crapauducs ou batrachoducs, lombriducs, les échappatoires à sangliers, les chiroducs pour les chauves-souris[33], ou d'autres types de passages plus universels) donnent la possibilité aux animaux de circuler sans traverser des routes, avec de moindres perturbations de leurs déplacements ou migrations. Les principales caractéristiques des passages qui peuvent influencer leur utilisation sont les dimensions de la structure, l'emplacement, l'hygrométrie, le couvert présent à proximité, la présence ou non d’un cours d’eau ou d'une micro-zone humide et le degré d'anthropisation du paysage. Augmenter le nombre de passages en tunnel de routes existantes dans les zones écologiquement sensibles permet à la faune de franchir ces obstacles en sécurité ; de simples buses et systèmes de passages posés régulièrement au-dessus ou sous les routes limitent les collisions avec des véhicules[34],[35] ;
  - « les traverses » : Une solution alternative aux structures coûteuses est l’utilisation de l’équivalent de passages cloutés, qui consistent en une ouverture dans la clôture, accompagnée de panneaux de signalisation avertissant les automobilistes de la présence d’une « traverse » d’animaux. il en existe dans divers pays, par exemple aux Pays-Bas ;
  - la fermeture temporaire de routes : Les migrations des espèces animales ont un caractère saisonnier. Aussi la fermeture temporaire des routes peut elle dans certains cas les protéger. Ainsi, les batraciens rejoignent au printemps le plan d'eau qui les a vus naître afin d'assurer leur reproduction. Pour ce faire, la fermeture temporaire des routes situées sur leur voie de migration (en général à proximité d'étangs ou de marais), permet d'éviter que la majeure partie de la population concernée ne soit détruite. Plusieurs expériences ont eu lieu en France avec succès. C'est le cas par exemple la route des étangs, dans la forêt de Meudon, fermée trois semaines en avril. Une signalisation adaptée garantit en général une bonne acceptation de la part des usagers ;
  - la pose de panneaux de signalisation : Pour tenter de diminuer les collisions, on peut poser des panneaux de signalisation au début des routes les plus concernées par ce problème. On peut utiliser des panneaux conventionnels (ceux du code de la route) mais on peut également tenter de sensibiliser les automobilistes en utilisant des panneaux de grandes tailles (silhouette d’herbivore par exemple), des panneaux lumineux ou très colorés. Les études qui ont évalué l’efficacité de cette mesure sont plutôt rares, principalement parce qu’elles sont complexes et coûteuses. La réaction des automobilistes aux panneaux permanents, même non conventionnels, semble insuffisante pour entraîner une forte diminution du nombre de collisions ;
- respecter les besoins de la faune, amélioration de l’habitat loin des routes ;

Une solution pourrait être d’améliorer les habitats « alternatifs » et attirants, éloignés des routes. Cependant, avec la fragmentation écologique croissante des paysages, les cœurs d’habitats sont de plus en plus rares, de plus en plus petits, et de plus en plus éloignés les uns des autres.
L’agriculture industrielle et la diminution du bocage concentre les flux d’animaux en un nombre restreint de lieux (le long des haies, des bandes enherbées, de lisières, etc.). De plus, cette mesure ne pourrait s’appliquer qu’à la faune des « cœurs d’habitat ». Une partie de la faune typique des écotones cherchera toujours à longer un axe de transport ;
- dispositifs lumineux

Des études nord-américaines ont montré que des catadioptres renvoyant une partie de la lumière vers les abords pouvaient diminuer la mortalité animale sur la route en « alertant » les mammifères s'apprêtant à traverser une route de nuit alors qu'un véhicule approche, mais ce dispositif perd de son efficacité à l'aube et au coucher du soleil, qui sont justement les heures où les collisions avec les gros animaux sont les plus nombreuses. On a aussi testé en 2007 à Taiwan des lampes à infrarouge destinées à attirer des papillons migrateurs dans un écoduc passant sous un grand axe routier ;
- dispositifs sonores

Les dispositifs sonores les plus connus sont les sifflets à ultrasons qu'on peut fixer aux véhicules (utilisés principalement au Canada). Ces sifflets produisent, électriquement ou par le mouvement de l’air, des sons (ultrasons) dont la fréquence varie, mais ne sont pas perceptibles par l’homme. Ces sons sont réputés avertir les animaux de l’approche des véhicules et les effrayer. On peut se demander si l’équipement de tous les véhicules ne produirait pas un bruit permanent stressant, voire insupportable pour de nombreuses espèces, dont les chiens ;
- diminuer la mobilité, la vitesse

Ce n’est pas une solution facile à mettre en place, mais elle pourrait au moins concerner les zones les plus sensibles, en attendant des aménagements pertinents (écoducs).

## Atténuation
Le problème des collisions routières avec la faune est connu depuis de nombreuses années et de multiples intervenants tentent de trouver des solutions viables économiquement et socialement pour rendre les routes plus sûres et réduire les coûts engendrés par ce type d’accidents. Il n’existe cependant pas de solution universelle pour régler ce problème complexe, qui varie localement selon divers facteurs.
On peut résumer les pistes de solutions de la manière suivante :
- repérer les zones de passages (éventuellement en crowdsourcing ou sciences participatives)[3] et y construire des écoducs ;
- prévenir la présence d’animaux sur la route par la pose d’obstacles (mais ceux-ci contribuent aussi à la fragmentation écopaysagère) ;
- modifier le comportement des animaux de manière à les dissuader de s’approcher de la route ;
- modifier le comportement des usagers de la route ;
- rendre les voitures et les routes plus sûres (système de détection infrarouge ou par radar, au moins pour les gros animaux) ;
- les équiper de radars qui détectent la présence des animaux et émettent un bruit qui les effraie.

Aux États-Unis, certaines des deux millions de collisions annuelles pourraient être évitées par caméra thermique.

## Europe
La France compte 23 500 collisions par an.[réf. nécessaire] En Catalogne, la province de Gérone expérimente des balises pour prévenir les conducteurs et les animaux de leur présence simultanée.